# Dregen

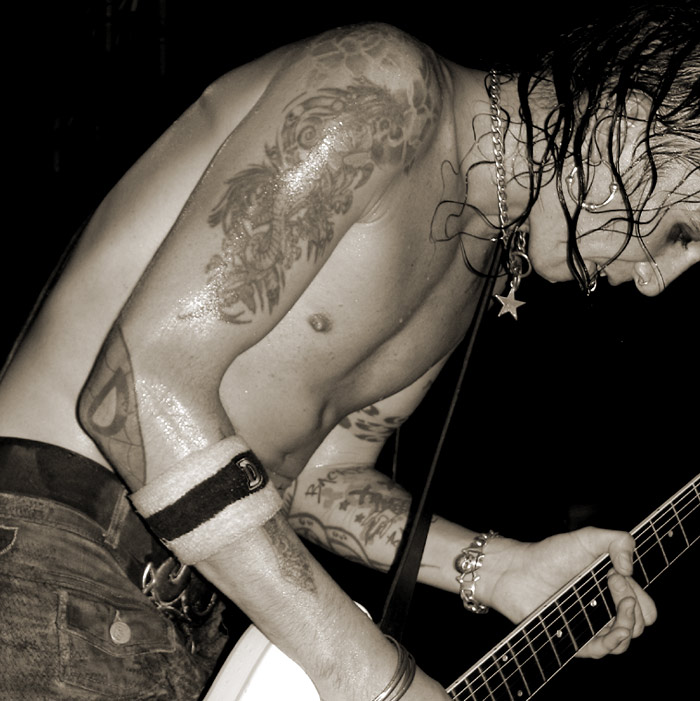
Dregen under en spelning i Italien 2006.

Andreas Tyrone Dregen, känd som enbart Dregen, ursprungligen Svensson, född 12 juni 1973 i Nässjö, är en svensk musiker. Han spelar gitarr i rockgruppen Backyard Babies och med Michael Monroe. Han är även gitarrist i The Hellacopters.

## Biografi
Dregen växte upp i Nässjö. Hans pappa var Tyrone Svensson som spelade bandy i Vetlanda BK och Nässjö IF, han begick självmord när Dregen var elva år. Dregen var med och bildade bandet Backyard Babies, och de hade sin första spelning 1987 i skolans matsal. De bestämde sig tidigt för att flytta till Stockholm för att försöka slå igenom. År 1994 var han med och bildade The Hellacopters. De båda banden fick sina genombrott ungefär samtidigt, och 1998 valde Dregen att lämna The Hellacopters.
År 2004 blev han tillsammans med musikern Pernilla Andersson. De drabbades av tsunamikatastrofen 2004 på sin första semester tillsammans. De var vid vattnet när den första vågen kom och drogs med upp på land, där de kunde sätta sig i säkerhet.
Skivor Dregen har spelat in med Backyard Babies är Diesel and Power, Total 13, Making Enemies is Good, Stockholm Syndrome, People Like People Like People Like Us och Backyard Babies. Han har även spelat med Supershit 666 (mellan 1998 och 1999), Snowracer och punkbandet Midlife Crisis.
Dregen har även gjort en rad spelningar tillsammans med Lars Winnerbäck. 2005 spelade Dregen och Winnerbäck in en cover på The Rolling Stones låt "Dead Flowers". Andra samarbeten är Pernilla Anderssons och Dregens version av Olle Ljungströms "Jag och min far", Timbuktus "Tack för kaffet", Infinite Mass "enter the dragon", Imperial State Electrics "Throwing Stones" 
Under 2009 var Dregen med i flera olika TV-program, bland annat Berg flyttar in. 2010 och 2011 medverkade Dregen på Göran Samuelssons packmopedsturné i Värmland. Den 13 september 2011 sökte han sina rötter i TV-programmet Vem tror du att du är?.
25 september 2013 utgavs Dregens självbetitlade första soloalbum. Han medverkar också på Michael Monroes album Horns And Halos som gavs ut i augusti samma år.
Dregen – Självbiografin, som bland annat innehåller ett antal intervjuer med Dregen och hans närmaste gavs ut 2013.
Dregen var en av sommarpratarna i Sommar i P1 2014.
År 2016 återvände Dregen till The Hellacopters som fast medlem. 
Under hösten 2024 var Dregen en av deltagarna i den femtonde säsongen av TV4s underhållningsprogram Så mycket bättre.

## Familj och namn
Dregen var ursprungligen ett smeknamn som han fick i sjuårsåldern men han minns inte hur eller varför. 
Åren 2009–2015 var han gift med sångerskan Pernilla Andersson. I samband med giftermålet bytte han efternamn från Svensson till Dregen, och hon lade till det till sitt namn. Paret har en gemensam son.
Han är tillsammans med Majsan Lindberg, basist i Thundermother, som han träffade 2019.

## Diskografi

### Soloalbum
- 2013 – Dregen